# Elecciones federales de México de 2021 en Zacatecas
Las elecciones federales de México de 2021 en Zacatecas se llevaron a cabo el domingo 6 de junio de 2021, y en ellas se renovaron los siguientes cargos de elección popular:
- 4 diputados federales. Miembros de la cámara baja del Congreso de la Unión. Cuatro elegidos por mayoría simple. Todos ellos electos para un periodo de tres años a partir del 1 de agosto de 2021 con la posibilidad de reelección por hasta tres periodos adicionales.

## Resultados electorales

### Diputados federales por San Luis Potosí

#### Diputados electos
- Resultados en negrita indican ganancia de partido.

| Distrito | Candidato                  | Partido | Partido | Resultado | Margen |
| -------- | -------------------------- | ------- | ------- | --------- | ------ |
| 1        | Bennelly Hernández Ruedas  |         |         | Electa    | 4.54 % |
| 2        | Miguel Ángel Varela Pinedo |         |         | Electo    | 2.15 % |
| 3        | Alfredo Femat Bañuelos     |         |         | Reelecto  | 7.61 % |
| 4        | Carolina Dávila Ramírez    |         |         | Electa    | 1.37 % |

#### Resultados
|  | 32.12 % |

|  | 24.57 % |

|  | 10.43 % |

|  | 8.20 % |

|  | 4.74 % |

|  | 4.71 % |

|  | 3.65 % |

|  | 3.56 % |

|  | 3.43 % |

|  | 0.81 % |

|  | 3.72 % |

|  | 0.05 % |

|  | 100 % |

|  | 57.27 % |

## Resultados por distrito electoral

### Distrito 1. Fresnillo
|  | 45.25 % |

|  | 40.71 % |

|  | 4.19 % |

|  | 3.45 % |

|  | 2.50 % |

|  | 0.64 % |

|  | 3.23 % |

|  | 0.03 % |

|  | 100 % |

### Distrito 2. Jeréz de García Salinas
|  | 44.43 % |

|  | 42.28 % |

|  | 3.97 % |

|  | 2.78 % |

|  | 2.43 % |

|  | 0.58 % |

|  | 3.49 % |

|  | 0.04 % |

|  | 100 % |

### Distrito 3. Zacatecas
|  | 45.21 % |

|  | 37.60 % |

|  | 5.16 % |

|  | 3.78 % |

|  | 3.17 % |

|  | 0.90 % |

|  | 4.12 % |

|  | 0.05 % |

|  | 100 % |

### Distrito 4. Guadalupe
|  | 36.26 % |

|  | 34.89 % |

|  | 9.90 % |

|  | 4.90 % |

|  | 3.85 % |

|  | 2.74 % |

|  | 2.34 % |

|  | 1.11 % |

|  | 3.94 % |

|  | 0.08 % |

|  | 100 % |